# Opposites Attract
Opposites Attract – piosenka, siódmy i ostatni singel z debiutanckiego albumu amerykańskiej piosenkarki Pauli Abdul. Została napisana i wyprodukowana przez Olivera Leibera. Abdul nagrała piosenkę wraz z Bruce’em DeShazerem i Marvem Gunnem, znanymi jako The Wild Pair. Był to czwarty singiel w jej karierze oraz z płyty, który dotarł do szczytu zestawienia Billboard Hot 100.

## Tekst i teledysk
Tekst dotyczy pary, która jest w sobie zakochana, pomimo wielu różnic dotyczących cech charakteru.
Piosenka znana jest z animowanego teledysku, który powstawał od sierpnia do października 1989 roku. Wyreżyserowali go Candace Reckinger i Michael Patterson. Sekwencje animowane były stworzone przez Walt Disney Animation Studios, w ramach pobocznego projektu. Wideoklip przedstawia piosenkarkę tańczącą wraz ze stworzonym na potrzeby teledysku animowanym kotem zwanym „MC Skat Kat”. Pomysł wziął się z filmu Podnieść kotwicę, w którym Gene Kelly tańczy wraz z Jerrym, myszą z kreskówki Tom i Jerry. Teledysk został uhonorowany nagrodą Grammy w 1991 roku w kategorii Best Short Form Music Video.

## Listy przebojów
„Opposites Attract” był jednym z najpopularniejszych singli 1990 roku. Doszedł do pierwszego miejsca w Stanach Zjednoczonych 10 lutego 1990 roku i utrzymał się tam przez trzy tygodnie. Powodzenie piosenki pozwoliło piosenkarce zostać czwartym wykonawcą w historii, którego album zawierał cztery single będące numerem jeden na liście Billboard Hot 100. Singiel zajął także miejsce pierwsze w Australii i drugie w Wielkiej Brytanii, co do dzisiaj jest jej najlepszym wynikiem na UK Singles Chart.

## Lista piosenek
Stany Zjednoczone, Europa
1. „Opposites Attract” – Street mix
2. „Opposites Attract” – 12” mix
3. „Opposites Attract” – Dub mix
4. „Opposites Attract” – Magnetic mix
5. „Opposites Attract” – Club mix
6. „Opposites Attract” – Party dub

Wielka Brytania
1. „Opposites Attract” – Street mix
2. „One or the Other” – wersja albumowa
3. „Opposites Attract” – Club mix
4. „Opposites Attract” – Party dub

## Remiksy
- Wersja albumowa 4:23
- 7" mix / 7" Edit 3:46 – Keith Cohen
- Street mix 4:35 – jak wyżej
- Magnetic mix 4:33 – jak wyżej
- Dub version 6:26 – jak wyżej
- 1990 mix 6:48 – jak wyżej
- 12" mix 5:39 – Steve Beltran
- Club mix 6:04 – Chris Cox
- Party dub 3:10 – jak wyżej
- Shep's Special mix 6:43 – Shep Pettibone

## Pozycje na listach przebojów

### Najwyższe pozycje
| Lista przebojów (1989/90)                         | Najwyższa pozycja |
| ------------------------------------------------- | ----------------- |
| Australian ARIA Singles Chart                     | 1                 |
| Austrian Singles Chart                            | 18                |
| Canadian Singles Chart                            | 1                 |
| Dutch Top 40                                      | 4                 |
| SNEP (Francja)                                    | 23                |
| German Singles Chart                              | 13                |
| Irish Singles Chart                               | 8                 |
| New Zealand Singles Chart                         | 6                 |
| Norwegian Singles Chart                           | 6                 |
| Lista Przebojów Programu Trzeciego                | 9                 |
| Swedish Singles Chart                             | 11                |
| Swiss Singles Chart                               | 19                |
| UK Singles Chart                                  | 2                 |
| U.S. Billboard Hot 100                            | 1                 |
| U.S. Billboard Hot Dance Music/Club Play          | 24                |
| U.S. Billboard Hot R&B/Hip-Hop Singles & Tracks 1 | 3                 |

### Podsumowanie roczne
| Lista (1990)             | Pozycja |
| ------------------------ | ------- |
| Australian Singles Chart | 6       |
| Dutch Top 40             | 44      |
| U.S. Billboard Hot 100   | 14      |

## Certyfikaty i sprzedaż
| Kraj                     | Certyfikat      | Sprzedaż |
| ------------------------ | --------------- | -------- |
| Australia (ARIA)         | platynowa płyta | 70 000+  |
| Kanada (MC)              | złota płyta     | 50 000+  |
| Stany Zjednoczone (RIAA) | złota płyta     | 500 000+ |
| Wielka Brytania (BPI)    | srebrna płyta   | 200 000+ |